# Oden, Arkansas
Oden là một thị trấn thuộc quận Montgomery, tiểu bang Arkansas, Hoa Kỳ. Năm 2010, dân số của thị trấn này là 232 người.

## Dân số
- Dân số năm 2000: 220 người.
- Dân số năm 2010: 232 người.